# Samuel Blommaert

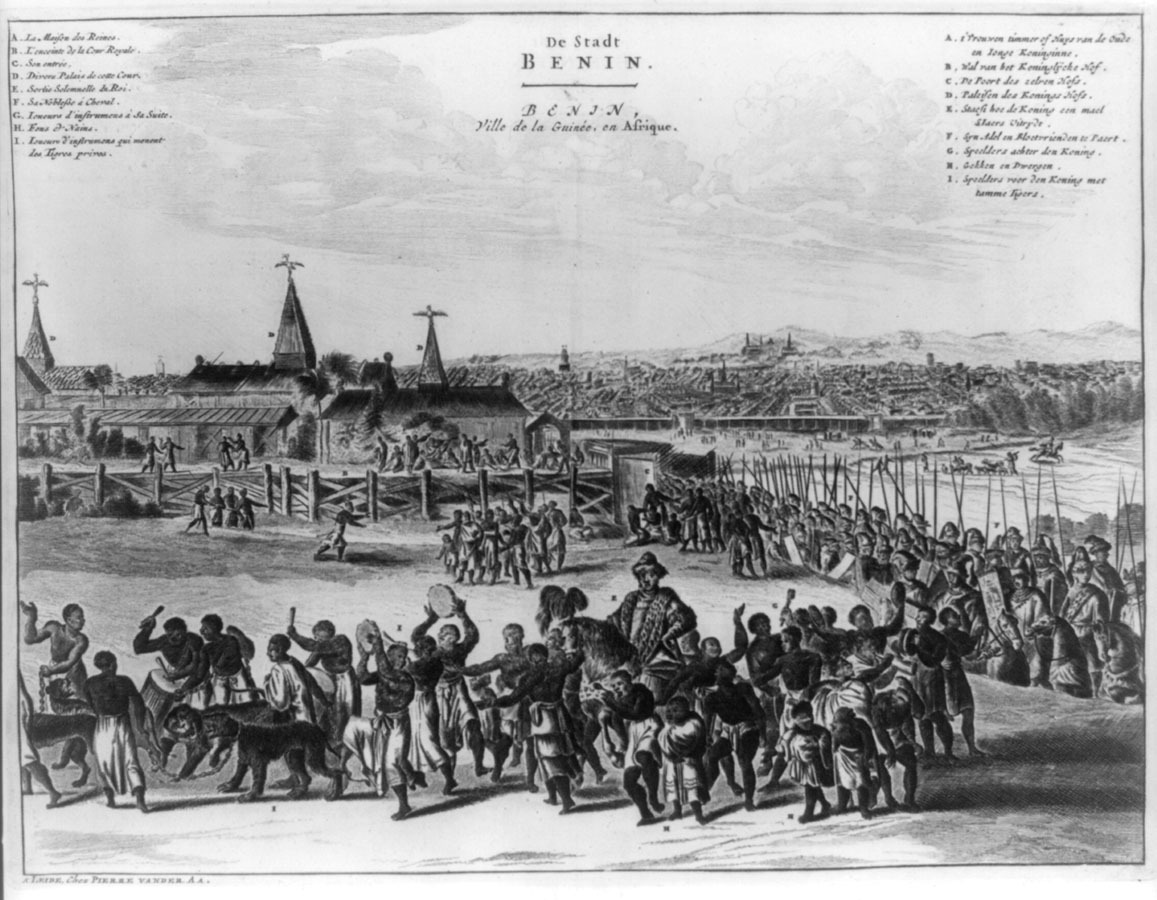
Fantasierijke voorstelling van Benin uit Olfert Dapper

Samuel Blommaert (Bloemaert, Blommaerts, Blommaart, Blomert, etc.) (Antwerpen, 11 (of 21) augustus 1583 – Amsterdam, 23 december 1651) was een koopman, afkomstig uit een familie van goudsmeden en diamanthandelaren. Hij was overduidelijk geïnteresseerd in kostbare metalen, delfstoffen en mineralen. In 1602 verbleef hij langere tijd in Benin. In de jaren 1605-1606 verbleef hij op Borneo. Blommaert was bewindhebber van de Westindische Compagnie van 1622 tot 1629 en opnieuw van 1636 tot 1642. Tijdens deze laatste periode was hij consul van Zweden in de Republiek en speelde een belangrijke maar dubieuze rol in de expeditie van Peter Minuit leidend tot het uitroepen van de kolonie Nieuw-Zweden. In 1645 werd hij voor de derde keer benoemd als bewindhebber van de WIC omdat hij een van de belangrijkste investeerders was.

## Biografie
Samuel werd geboren in Antwerpen. Hij was de zoon van Margaretha Hoefnagel en de invloedrijke koopman Lodewijk Blommaert (1537-1591), die in 1581 schepen was en in 1583 kapitein van het Fort Lillo, gelegen op de oostelijke oever van de Schelde. Margaretha stierf toen Samuel nog klein was en zijn vader verhuisde met de kinderen naar Londen, toen Antwerpen in 1585 werd bezet door de hertog van Parma. Lodewijk Blommaert hertrouwde daar, maar stierf in 1591. Samuel werd door zijn stiefmoeder in de leer gedaan in Stade, Den Haag en Wenen, mogelijk bij zijn oom Joris Hoefnagel, een topografisch tekenaar aldaar. In 1603 meldde Samuel zich aan bij de Oostindische Compagnie en vertrok naar de Oost op een schip onder admiraal Steven van der Hagen. In de jaren 1605-1606 verbleef hij op Borneo. In 1607 werd hij door de gouverneur naar West-Kalimantan gezonden, om Hans Roeff te redden, die evenwel al was overleden toen Blommaert aankwam. Hij keerde terug naar Bantam met 633 diamanten. In 1609/1610 verbleef hij opnieuw op Sambas, Borneo. De koningin van het sultanaat Sambas weigerde evenwel met de VOC in zee te gaan. Ze gaf de voorkeur aan het principe van de hoogste bieder. In september 1610 vertrok Blommaert plotseling naar Texel, eerder dan de termijn waartoe hij zich had verplicht en kwam in juni 1611 aan. Pieter Both kreeg opdracht de zaak te onderzoeken, maar blijkbaar kon Blommaert niets ten laste worden gelegd.
Hij vestigde zich in Sint Anthoniesbreestraat, waar hij tussen diverse kunstenaars en Vlamingen woonde. Op 5 juni 1612 trouwde hij met Catharina Reynst, de dochter van Gerard Reynst, bij wie hij tussen 1613 en 1633 twaalf kinderen kreeg.

### Angola
In 1614 was Blommaert betrokken bij een compagnie op Angola, samen met Frans Jacobsz. Hinlopen, en Lucas van der Venne, etc. De schepen waren lang onderweg en kregen proviand mee voor een jaar. In 1615 vervoerde Jacob le Maire een brief die hij zou hebben moeten overhandigen aan Gouverneur-generaal Reynst, met een aanbod om buiten de VOC om goederen te vervoeren naar zijn schoonzoon Samuel Blommaert in Amsterdam. Blijkbaar kregen de bewindhebbers lucht van de zaak, en Blommaert werd in Amsterdam ondervraagd door de Heren XVII op 30 januari 1616 over de bestemming van het schip, uitgezonden door de compagnie Mauritius de Nassau, dat onder het bevel van Jan Remmetsz., uit Purmerend was uitgevaren. Het schip had zogenaamd Angola als bestemming, maar het had de opdracht van daaruit haar koers te verleggen naar "Terra Australe", beter bekend als Tierra del Fuego. Het plan was om vanaf de westkust van Afrika naar het zuiden te zeilen totdat het onbekende Zuidland werd bereikt, om vervolgens langs de kust te varen tot de Straat Magellaan, en te proberen een opening te vinden met een doorgang naar de Zuidzee; als ze een dergelijke doorgang ontdekten moesten ze onverwijld terugkeren, maar als dat niet het geval was moesten ze doorvaren naar de Indische Archipel."

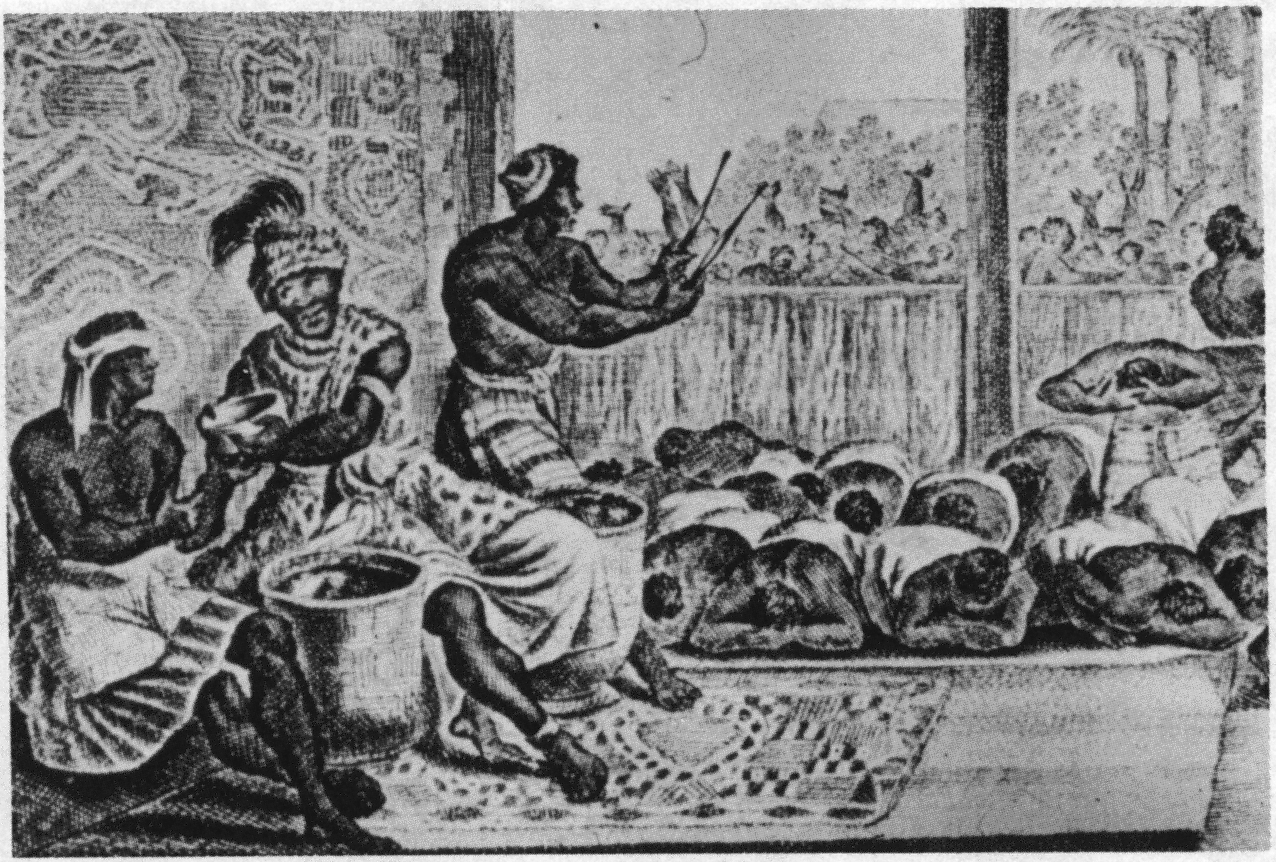
Het hof van Loango, nu Gabon; uit Olfert Dapper. (1668)

### Westindische Compagnie
In november 1620 kochten hij en Daniel Blommaert twee kavels op de Keizersgracht, gelegen achter Jacques Nicquet op de Herengracht. Binnen een jaar stond daar een dubbelpand, nu Keizersgracht 137 en 139, met zicht op de in aanbouw zijnde Westerkerk. Blommaert woonde op een prominente plek naast Laurens Reael, voormalig gouverneur-generaal. Hij zou een van zijn beroemde andere "buren", professor Nicolaes Tulp, verhalen vertellen over bestialiteit die hij had gehoord op Borneo. Tot zijn buren kunnen ook Frans en Jacob J. Hinlopen, Balthasar en Johannes Coymans, Louis de Geer en Hans van Loon worden gerekend.
In 1622 kwamen hij en anderen in conflict met de WIC over manschappen en goederen naar een niet nader genoemde bestemming onder het octrooi van de WIC. De WIC was in het voorafgaande jaar opgericht en het is niet duidelijk of Blommaert vanaf de oprichting als bewindhebber fungeerde. Blommaert vermeldde dat er voorheen wel acht compagnieën op Guinee voeren die elkaar beconcurreerden, met name in de aankoop van koper. In juli 1623 werden hij en Rombout Jacobs de vergadering uitgezet, als zijnde niet gerechtigd de stemming bij te wonen. Het hoe en waarom van de bijeenkomst in de Kloveniersdoelen is nog onduidelijk. Enkele maanden eerder was Jacques l'Hermite uitgevaren naar Zuid-Amerika, om het onderkoninkrijk Peru te veroveren; niet in opdracht van de WIC, maar van de Staten-Generaal en de VOC. Een plan op 30 oktober behelsde eerst de aanval op het sterke Bahia, een beslissing waarbij de bewindhebbers Adriaen van der Goes uit Delft, Johannes de Laet uit Leiden, Albert C. Burgh, Kiliaen van Rensselaer, Gommer Spranger en Samuel Blommaert een rol speelden. Blommaert bracht advies uit aan de WIC over Angola, Luanda en Pinda en liet aan het einde dat jaar tientallen soldaten vervoeren. De schepen en soldaten kunnen het koninkrijk Luango, aan de Kongostroom of ergens langs de kust van Afrika als bestemming hebben gehad, maar het is meer waarschijnlijk is dat het Nederlands-Brazilië is geweest, waar admiraal Jacob Willekens en vice-admiraal Piet Hein voet aan de grond moest proberen te krijgen.

### Nieuw-Nederland
De kooplieden hadden alle vrijheid in de kolonie en waren ook gemachtigd te onderhandelen met buitenlandse mogendheiden.
Bevervellen uit de Nieuwe Wereld zouden het Russische monopolie kunnen breken. In Nieuw-Nederland was de bonthandelaar Hans Huntum in 1622 in moeilijkheden was geraakt met de indianen.
In 1628 liet Blommaert zich voorlichten door Isaack de Rasière waar het beste land in Nieuw-Nederland kon worden aangekocht. De Staten-Generaal der Nederlanden gaf toestemming en meer vrijheden, en de WIC kreeg misschien toestemming om vanuit Afrika slaven naar de kolonie te transporteren.  Blommaert werkte samen met Kiliaen van Rensselaer, Samuel Godijn en Albert Coenraetsz. Burgh, want aan kooplieden die binnen vier jaar minstens vijftig volwassen kolonisten naar Nieuw Nederland overbrachten, werd een door henzelf te kiezen grondgebied toegezegd, alwaar zij bestuur en rechtspraak zouden mogen uitoefenen. De patroon betaalde de reis en voorzag in onderdak, maar had daarna voor een aantal jaar het recht op de diensten. Het was een semi-feodaal systeem. De immigrant keerde terug of kreeg een stuk land om voor zichzelf te beginnen. De patroons, feitelijk een soort "leenmannen" der Compagnie, gedroegen zich als potentaten tegenover hun "onderdanen". De Nederlanders gingen ervan uit dat het om gemene grond ging; de indianen waren het niet eens met die visie en reageerden met het roven van vee.
In opdracht van Blommaert en Godijn, de schoonvader van twee Trippen (Jacob en Hendrik Trip), werden in 1629 onderhandelingen ingezet met de indianen, om een stuk land in eigendom te verkrijgen tussen Cape Henlopen tot de monding van de Delaware. De aankoop is in 1630 geratificeerd door Peter Minuit en zijn raad in Fort Amsterdam en leidde in 1631 tot de stichting van Swaanendael, gelegen bij het huidige Lewes (Delaware). Het eerste schip dat uitzeilde met kolonisten en beesten op 12 december 1630 werd binnen een paar dagen door Duinkerker kapers in beslag genomen en zal zijn bestemming niet hebben bereikt.

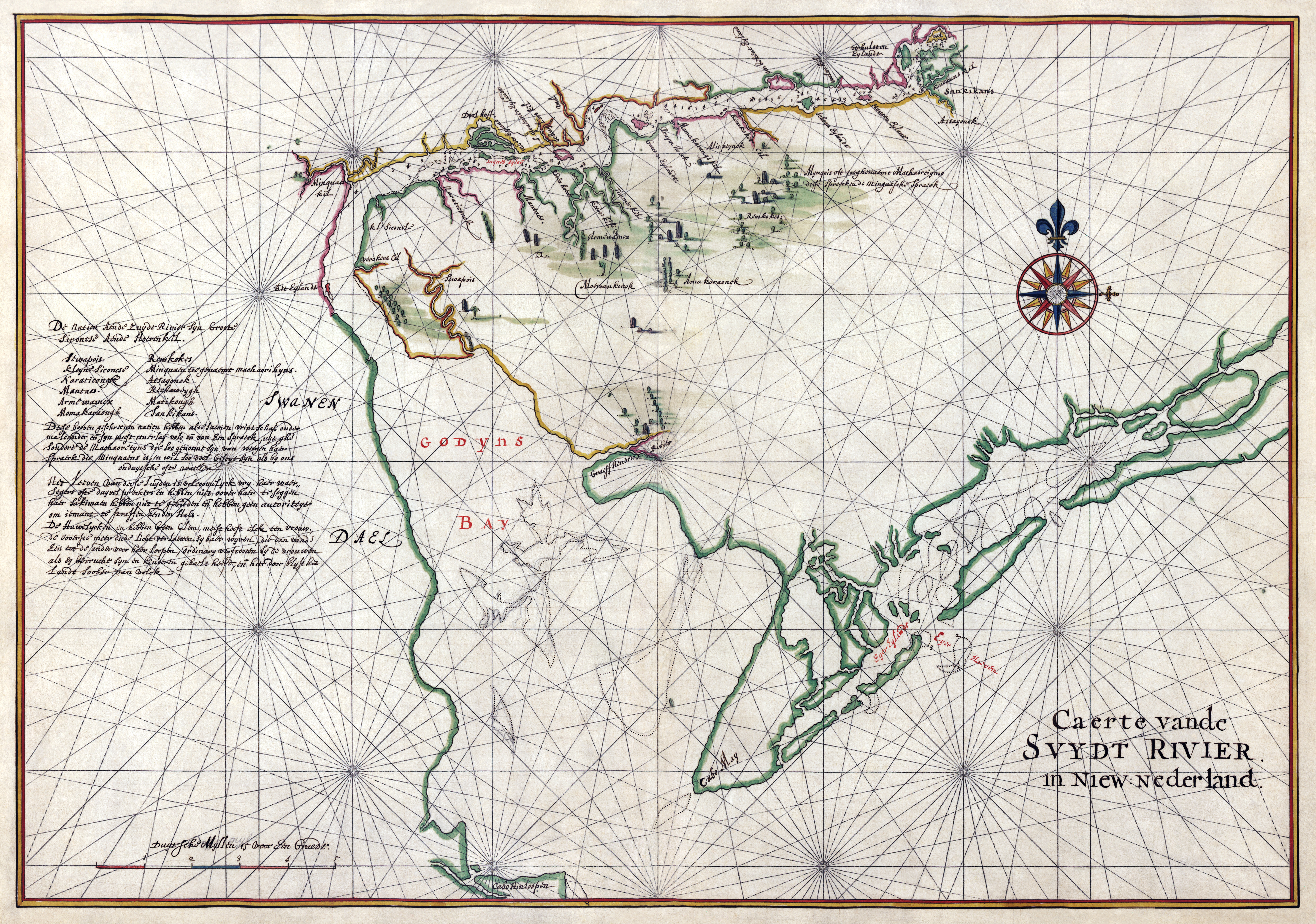
Nautische kaart van de Delaware Bay

De vier patroons hadden besloten om te gaan samenwerken zodat ze hun risico's konden spreiden. Ook al waren de gemaakte afspraken duidelijk - ieder behield twee vijfde aan aandelen van zijn eigen patroonschap en ontving daarnaast een vijfde van de andere drie patroonschappen - het experiment slaagde niet. De patroonschappen van Burgh en Blommaert strandden al snel. Godijn redde het alleen door meer aandeelhouders toe te laten, zoals David Pietersz. de Vries, die een tweede poging ondernam. De bevolking van Swaanendael was in 1632 volledig uitgeroeid door de lokale indianen, waarna Burgh zijn aandeel in Rensselaerswijck verkocht aan Rensselaer of Johannes de Laet. Alleen Blommaert en Rensselaer hielden hun bezittingen aan, gelegen aan de Connecticut. In 1634 zijn de patroonsrechten van Swaanendael afgekocht.

### Nieuw-Zweden

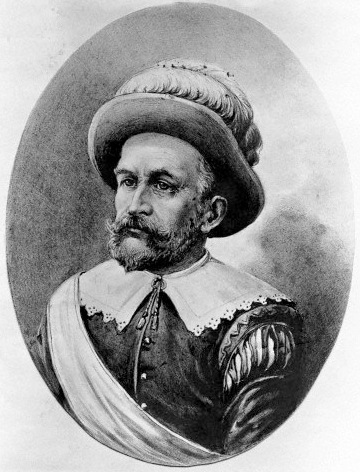
Peter Minuit

Al enige tijd was Blommaert betrokken in de koperhandel en -industrie, mogelijk samen met zijn zwager Gerard Thins. In 1627 kreeg hij ruzie over een lading van 34 kanonnen. In 1632 weigerde hij Zweeds kopergeld aan te nemen en pleitte voor de afschaffing. In 1635 begon hij een messingfabriek in Nacka. Oxenstierna bezocht in dat jaar Amsterdam en spoedig daarna ontspon zich een correspondentie tussen Blommaert en de Zweedse rijkskanselier. In 1636 werd Blommaert benoemd tot Zweeds consul in Amsterdam. In 1637 bereidde Blommaert in het geheim de eerste Zweeds expeditie voor naar Nieuw Zweden. Hij bezat een kwart van de aandelen en benoemde Peter Minuit als "gezagvoerder". Minuit wist maar al te goed dat het uitverkoren gebied aan de Zuydtrivier door de WIC tot haar grondgebied werd gerekend, maar er nagenoeg onbewaakt bij lag. Ongeveer dertig landbouwers, behoorlijk van alle benodigdheden voorzien, zetten voet aan de grond bij de monding van de rivier de Hoarkill; er kwam een stenen gebouw, met palissaden omringd, dat tegelijk voor fort, kantoor en woonhuis moest dienen. Toen David Pietersz. de Vries daar aankwam, ... ten einde tabak en koren te verbouwen, en vandaar uit de walvisvangst te drijven, was de kolonie in het tegenwoordige Kent County (Delaware) al ten ondergegaan. Omdat walvisvangst voor de kust van Nieuw-Engeland onprofijtelijk was gebleken, had Blommaert zijn zinnen gezet op het kapen van Spaanse schepen, om zijn investeringen terug te verdienen. In feite was de WIC in 1636 bankroet en alle pogingen tot sanering waren tot mislukking gedoemd. Nadat ook de tweede expeditie minder opleverde dan verwacht, trok Blommaert zich terug uit het Zweedse avontuur.
Omstreeks 1644 werd berekend dat Nieuw-Nederland per saldo al 550.000 gulden had gekost. Het wachten was op Peter Stuyvesant die dat geld kon terugverdienen. In 1644 kreeg Blommaert ruzie met de erfgenamen van Kilian van Rensselaer over Rensselaerswijck, over het schip, dat met averij op de Bermuda-eilanden terecht was gekomen of over 1585 beverhuiden die werden verkocht door de weduwe van Rensselaer. In 1645 was de WIC er slecht aan toe en werd handel met het buitenland voor particulieren opengesteld. De kolonie aan de "Zuidrivier" leidde een kwijnend bestaan.

### Laatste jaren

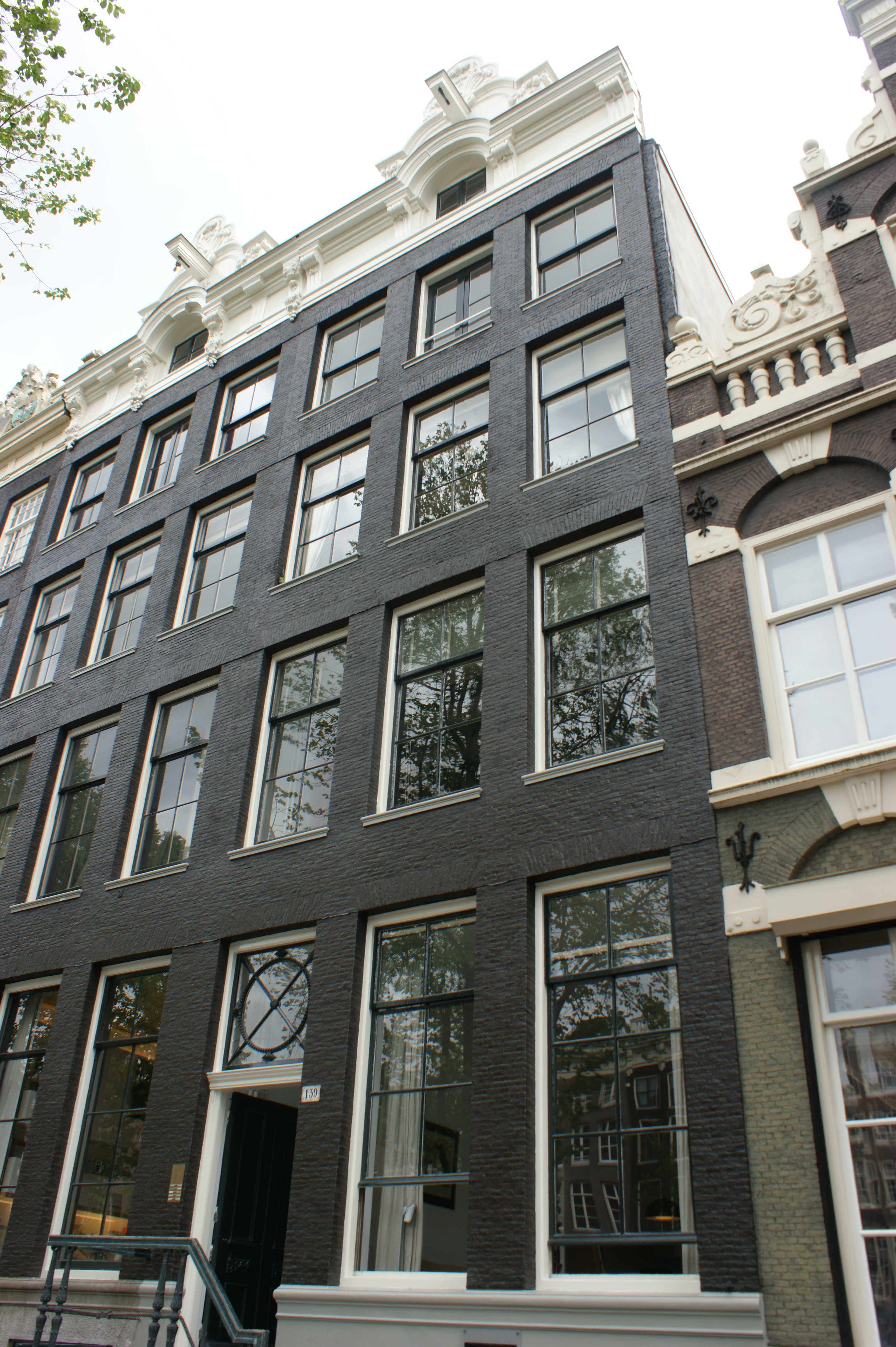
Keizersgracht 137 en 139

In 1640 liet Samuel Bloemart de jonge (1615-) zijn ouders voor de aanschaf van een partij goederen opdraaien. Volgens zijn ouders had hij zijn verstand verloren en werd hij in 1646 onterfd. Hij is mogelijk verdwenen in Nederlands-Brazilië, waar hij destijds verbleef. Blommaert sr was in 1640 betrokken bij het opzetten van de mijnbouw in dat land, naar eigen zeggen ook in Chili. In 1647 lieten Blommaert en zijn vrouw zich portretteren; hij droeg een hoge hoed, en had een grijzende snor; zij droeg een grote witte plooikraag op het bekende donkere kostuum. De schilder is onbekend. In de jaren 1647, 1648 en 1649 betaalde hij geen verponding en een goede verklaring dat in het verleden niet met zekerheid de locatie van zijn woonhuis kon worden vastgesteld. Blommaert was de voogd van zijn neef Isaac Coymans en zijn zuster.
In december 1651 werd hij ziek en gaf zijn schoonzoon Schenk opdracht de zaken in Den Haag verder te regelen. Zijn dochter Margaritha bleef ongehuwd; Sara trouwde met Cornelis Schenk; Barbera trouwde met Welter Pelser; Catharina trouwde met een gelijknamige zoon van Abraham Elzevier; Constantia (1626-) trouwde met Isaac Sweers en Anna met François Roman, directeur van de VOC in Nederlands Malakka.
In 1654 werd de weduwe ziek; zij woonde bij haar dochter op het Singel. Het huis op de Keizersgracht is verkocht rond 1655  aan Daniël Bernard. De aandelen in de kolonie in Nieuw-Nederland, Nieuw-Zweden, de Westindische Compagnie bleven onverdeeld. In 1684 speelde de zaak Rensselaerswijck nog steeds. In het daarop volgende jaar werd het 2/10 aandeel in de kolonie aan Rijckaert en Kiliaen Rensselaer verkocht.